# Корчу
Корчу (азерб. Qorçu) — село у Лачинському районі Азербайджану. Село розташоване за 64 км на північний захід від районного центру, міста Лачина. До сільради також підпорядковуються села Корджабулаг та Лялябагірли.